# Owen-Falls-Damm

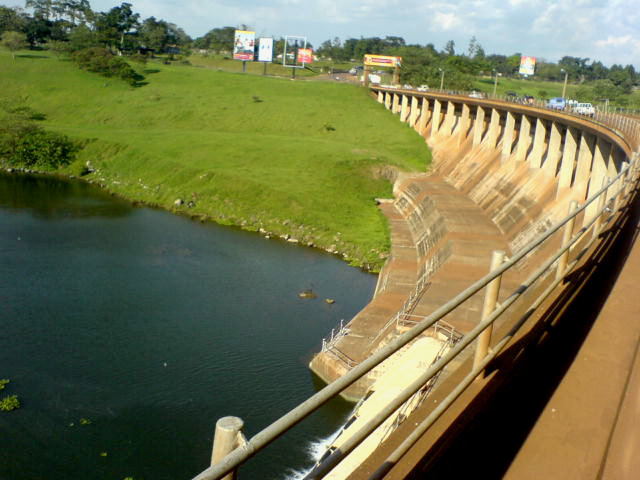
Blick vom Owen-Falls-Damm etwa nach Ostnordosten

Der Owen-Falls-Damm (engl. Owen-Falls-Dam; auch Nalubaale-Damm genannt) ist eine Staumauer (kein Staudamm), die neben dem Kraftwerk Nalubaale Power Station nördlich des Viktoriasees am Viktoria-Nil bei Jinja (Uganda, Afrika) steht.

## Geographische Lage
Der Owen-Falls-Damm befindet sich etwa 3,2 km unterhalb des ehemaligen natürlichen Abflusses des Nils aus dem Viktoriasee bei Jinja. Durch seine Errichtung versanken die Wasserfälle Owen- und Ripon Falls im Wasser des Sees, der durch diese künstliche Vergrößerung vom natürlichen See zum Stausee wurde.

## Der See
Der Viktoriasee ist mit seinem natürlichen Gesamt-Volumen von 2.760 km³ einer der größten Seen der Erde. Durch den Bau des Owen-Falls-Damms entstand „auf dem See“ ein Stausee mit etwa 204 km³ Volumen und etwa drei Meter zusätzlicher Höhe.

## Talsperre und Kraftwerk(e)

### Geschichte
Nach dem Zweiten Weltkrieg stieg der Legitimationsdruck auf die Staaten, die über Kolonien herrschten. Die britische Regierung begann daher – mehr als zuvor – dass die in ihren Kolonien (auch) die wirtschaftliche Entwicklung förderte. Eine Voraussetzung dafür war der Ausbau der Energiegewinnung. Es war John Hathorn Hall (1894–1979), von 1945 bis 1952 der Gouverneur des Protektorates Uganda, der sich mit Unterstützung des Kolonialministers Arthur Creech Jones dieses Anliegens energisch annahm. Mit der Planung war der Ingenieur Charles Westlake betraut, der seit 1948 der Direktor des Uganda Electricity Board war. Für den Bau der Staumauer, die 1951 begannen, wurde eigens ein Zementwerk errichtet. Am 29. April 1954 weihte Königin Elisabeth das Kraftwerk ein.
Die britischen Kolonialbehörden würdigten mit der Benennung Owen-Falls-Dam den Offizier und Jockey Roddy Owen, Gründer von Fort Portal und Gewinner des Grand National Pferderennens in Aintree 1891.

### Technik
Mit Hilfe der Owen-Falls-Damms, der als knapp 831 m lange und rund 31 m hohe Gewichtsstaumauer unterhalb der Owen Falls errichtet wurde, ist es möglich, den Wasserabfluss aus dem Viktoriasee in das Niltal zu regulieren, wodurch auch die Wassermenge reguliert wird, die den weiter nördlich liegenden Seen zufließt, beispielsweise dem Kyogasee. Außerdem kann durch die Talsperre der Abfluss des aus niederschlagsreichen Jahren resultierenden überschüssigen Wassers aus dem Viktoriasee so minimiert werden, dass gegebenenfalls das Defizit in den niederschlagsarmen Jahren ausgeglichen werden kann. Durch das Elektrizitätswerk (Owen Falls Power Station, 2000 nach dem traditionellen Namen des Viktoriasees in Nalubaale Power Station umbenannt) an der Staumauer wird Strom (60 Megawatt) für Uganda und das westliche Kenia erzeugt.
Von 1993 bis 1999 wurde rund einen Kilometer weiter nördlich bzw. nilabwärts vom Owen-Falls-Damm bzw. der Nalubaale Power Station ein weiteres Kraftwerk mit einer Kapazität von 200 Megawatt gebaut, die Kiira Power Station (nach der traditionellen Bezeichnung für den Nil, ehemals Owen Falls Extension), zu dem das Wasser über einen östlich um die Staumauer herumfließenden Kanal geleitet wird. Bis zur offiziellen Einweihung 2003 waren drei von fünf Maschinensätzen mit je 40 Megawatt installiert.

## Auswirkungen auf die Ökologie
Die Auswirkungen des Owen-Falls-Damms auf die Ökologie des Sees geraten immer mehr in die Kritik von Umweltschutzorganisationen. Nach der Inbetriebnahme des zweiten Kraftwerks im Jahre 2006 erreichte der Wasserspiegel des Sees  einen Tiefstand, der zum letzten Mal vor 80 Jahren (vor der Errichtung des Owen-Falls-Damms) gemessen wurde. Der Global Nature Fund erklärte den Viktoriasee zum „bedrohten See des Jahres 2005“.